# 舍佩蒂夫卡维修厂
舍佩蒂夫卡维修厂（烏克蘭語：Товариство з обмеженою відповідальністю Шепетівський ремонтний завод, ТОВ "ШРЗ"，羅馬化：Tovarystvo z obmezhenoiu vidpovidalnistiu Shepetivskyi remontnyi zavod，通常简称：ShRZ）是乌克兰国防行业的一家国有企业，其主要业务是翻修火箭炮武器系统。公司被列入对乌克兰经济和安全具有战略重要性的企业名录。

## 引文
1. 1 2  Galina Melinik. . 2016-06-25  [2024-10-29]. （原始内容存档于2022-03-25） （乌克兰语）.
2. 1 2  .   [2024-10-28] （乌克兰语）.
3. ↑  .   [2024-10-28]. （原始内容存档于2021-05-08）.
4. ↑  .   [2024-10-28]. （原始内容存档于2019-09-25）.